# 歌川国明
歌川 国明（うたがわ くにあき、生没年不詳）とは、江戸時代の浮世絵師。

## 来歴
三代歌川豊国の門人。本姓は平沢、通称辰之助。歌川の画姓を称し一凰斎と号す。父は十四番組御徒士の平沢辰之助でその長男。作画期は弘化から慶応の頃にかけてで、源氏絵、風俗画、芝居絵、横浜絵、風俗画などを描き、肉筆画も残す。弟は二代目歌川国明となっている。

## 作品
- 「仮名手本忠臣蔵」　横大判錦絵揃物　※安政4年
- 「孝子彌五郎の伝」　大判錦絵3枚続　※安政
- 「横浜五十鈴楼之図」　大判錦絵　早稲田大学演劇博物館所蔵　万延元年（1860年）
- 「飴売与太郎・市村羽左衛門　与右衛門娘おりゑ・沢村田の助　矢間重太郎・河原崎権十郎」　大判錦絵3枚続　※文久元年（1861年）7月、江戸市村座『東駅いろは日記』より
- 「万国人物廼内　魯西亜人」　大判錦絵揃物の内　都立図書館所蔵　※文久元年
- 「初春の賑ひ」　大判錦絵3枚続　※文久元年
- 「若紫阿つま源氏」　大判錦絵3枚続　※文久2年
- 「仮名手本忠臣蔵」　大判錦絵3枚続　※文久2年
- 「向島花見の図」　大判錦絵3枚続　※文久2年
- 「花くらべ今ようげんじ」　大判錦絵3枚続　※文久2年
- 「金子伊勢屋楼上の図」　大判錦絵3枚続　※文久2年
- 「翫ねん坊・中村芝翫　左衛ねん坊・市村羽左衛門」　大判錦絵2枚続　早稲田大学演劇博物館所蔵　※文久2年8月、市村座『法四季紙家橘拙』より
- 「玉川鮎猟の風景」　大判錦絵3枚続　※元治元年
- 「高尾山開帳川柳点奉額図」　大判錦絵3枚続　都立図書館所蔵
- 「文読み美人図」　絹本着色　東京国立博物館所蔵
- 「月下美人図」　絹本着色　熊本県立美術館所蔵
- 「遊女と禿図」　絹本着色　大英博物館所蔵　※「一凰斎国明」の落款